# Demi-sang arabe
Un demi-sang arabe est un cheval ayant des origines Arabe attestées, généralement plus de 25 %, ou plus de 50 %, selon les réglementations concernées.

## Histoire
En France, les chevaux n'étant pas des Pur-sang arabes n'ont longtemps eu aucune reconnaissance de race. Le stud-book du Demi-sang arabe est créé en 2006

## Description

### Sélection
En France, le registre du Demi-sang arabe accepte les chevaux ayant au moins 50 % d'origines Arabe connues.

## Utilisations
Le DSA est particulièrement adapté à la pratique de l'endurance. 